# Coupe d'Europe des nations de rugby à XIII 2023
Navigation
Édition précédente
La Coupe d'Europe des nations de rugby à XIII 2023 est la trente-quatrième édition de la Coupe d'Europe des nations de rugby à XIII, elle se déroule du 21 octobre au 11 novembre 2023, et oppose huit nations : l'Angleterre, la France, le pays de Galles, l'Écosse, l'Irlande, l'Italie, l'Espagne et la Serbie. Ces huit nations constituent le premier niveau européen. Cette édition voit le retour de l'Angleterre en tant que participant après trois éditions où cette sélection en fut absente.
En mai 2023, la compétition est reportée sine die en raison de l'annulation de la Coupe du monde de rugby à XIII 2025 qui devait être organisée en France, dont ces championnats devaient servir de qualification.

## Contexte
Cette édition suit le contexte particulier créé à la suite de la coupe du monde de 2021, décalée en 2022 en raison de la pandémie du Covid 19.
Celle-ci a vu en effet la suprématie de l'Australie qui a remporté la coupe du monde hommes et celle des femmes. L'Angleterre, nation organisatrice des deux tournois, n'ayant même pas atteint les finales des deux épreuves.
Le constat est donc qu'il faut multiplier les rencontres internationales. Et cela explique très probablement le retour de l'Angleterre dans cette compétition. Alors que jusqu'ici l'Angleterre rechignait à rencontrer d'autres nations européennes.

## Acteurs de la Coupe du monde

### Les équipes participantes
| - Angleterre - France - Écosse - Irlande | - Italie - Pays de Galles - Serbie - Espagne |

## Déroulement de la compétition

### Classement

#### Groupe A
| Groupe A |            |   |   |   |   |    |    |     |
|          | Équipe     | J | V | N | D | PP | PC | Pts |
| 1        | Angleterre | 0 | 0 | 0 | 0 | 0  | 0  | 0   |
| 2        | Irlande    | 0 | 0 | 0 | 0 | 0  | 0  | 0   |
| 3        | Écosse     | 0 | 0 | 0 | 0 | 0  | 0  | 0   |
| 4        | Serbie     | 0 | 0 | 0 | 0 | 0  | 0  | 0   |

| 21 octobre | Angleterre | - | Irlande    | - |
| 21 octobre | Écosse     | - | Serbie     | - |
| 28 octobre | Écosse     | - | Angleterre | - |
| 28 octobre | Serbie     | - | Irlande    | - |
| 4 novembre | Serbie     | - | Angleterre | - |
| 4 novembre | Irlande    | - | Écosse     | - |

|  | Qualifié pour la Coupe du monde 2025 et la finale de la Coupe d'Europe |
|  | Qualifié pour la Coupe du monde 2025                                   |
|  | Qualifié pour les repêchages de la Coupe d'Europe 2024                 |
|  | Relégué en Euro B                                                      |

#### Groupe B
| Groupe B |                |   |   |   |   |    |    |     |
|          | Équipe         | J | V | N | D | PP | PC | Pts |
| 1        | France         | 0 | 0 | 0 | 0 | 0  | 0  | 0   |
| 2        | Italie         | 0 | 0 | 0 | 0 | 0  | 0  | 0   |
| 3        | Espagne        | 0 | 0 | 0 | 0 | 0  | 0  | 0   |
| 4        | Pays de Galles | 0 | 0 | 0 | 0 | 0  | 0  | 0   |

| 21 octobre | Espagne        | - | Pays de Galles | - |
| 21 octobre | France         | - | Italie         | - |
| 28 octobre | France         | - | Espagne        | - |
| 28 octobre | Italie         | - | Pays de Galles | - |
| 4 novembre | Pays de Galles | - | France         | - |
| 4 novembre | Italie         | - | Espagne        | - |

|  | Qualifié pour la Coupe du monde 2025 et la finale de la Coupe d'Europe |
|  | Qualifié pour la Coupe du monde 2025                                   |
|  | Qualifié pour les repêchages de la Coupe d'Europe 2024                 |
|  | Relégué en Euro B                                                      |